# Praha-Radotín
Praha Radotín – stacja kolejowa w Pradze, w Czechach przy ulicy Vrážská 43/5. Znajdują się tu 3 perony.